# No monogamia
La no monogamia es un término amplio para referirse a toda práctica o filosofía de relación íntima no diádica que no se ciña estrictamente a los estándares de la monogamia, en particular aquel de intercambiar sexo, amor y/o afecto con una sola persona. En tal sentido, la palabra «no monogamia» puede aplicarse apropiadamente al sexo extramarital, al matrimonio grupal o al poliamor. El término no es sinónimo de infidelidad, en tanto en al menos algunos casos todas las partes están de acuerdo con la estructura de la relación, los miembros de la pareja a menudo están comprometidos uno al otro además de estarlo con sus otras parejas y el engaño sigue considerándose un comportamiento problemático en muchas relaciones no monógamas (no monogamia ética o consensuada).
De manera más específica, la «no monogamia» indica formas de relación interpersonal, comenzadas intencionalmente, en las que las demandas de exclusividad (en términos de interacción sexual o de conexión emocional, por ejemplo) se atenúan o eliminan, y las personas pueden formar vínculos sexuales y/o románticos múltiples y simultáneos. Esto contrasta con la monogamia, si bien puede surgir de la misma psicología. De acuerdo con Jessica Fern, psicóloga y autora de Polysecure: Attachment, Trauma and Consensual Nonmonogamy (Poliseguros: Apego, trauma y no monogamia consensuada), en septiembre de 2020, alrededor de un 4% de los estadounidenses, esto es, casi 16 millones de personas, están «practicando un estilo de relación no monógamo», mientras que un estudio de 2016 señaló que más del 21% de los estadounidenses han participado en la no monogamia consensuada en «algún momento de sus vidas». En enero de 2020, una encuesta de YouGov encontró que cerca de un tercio de los adultos estadounidenses cree que «su relación ideal es no monógama en cierta medida».

## Terminología
Muchos términos para referirse a las prácticas no monógamas son vagos y se basan en criterios  tales como «relación» o «amor» que son ellos mismos definidos subjetivamente. Hay formas de no monogamia cuyos practicantes se distinguen a sí mismos usando calificativos, tales como los de «éticamente no monógamo» que pretende un distanciamiento del engaño o subterfugio que perciben en la infidelidad y el adulterio comunes. Tal uso crea distinciones más allá de las definiciones de las palabras. Por ejemplo, si bien algunas relaciones pueden ser literalmente tanto polígamas como poliamorosas, la poligamia generalmente se refiere específicamente a una forma codificada de matrimonio múltiple, basada en enseñanzas religiosas establecidas como las del matrimonio plural, una forma de poliginia asociada con el Movimiento de los Santos de los Últimos Días (popularmente conocido como mormonismo) en el siglo XIX, y con grupos disidentes de esta fe en la actualidad, así como sectas evangélicas que abogan por Matrimonio plural cristiano.
El poliamor se define en las preferencias de los participantes más que en términos de costumbre social o precedente establecido. No existe una forma 'correcta' de participar en la no monogamia (si bien existe amplio acuerdo respecto a lo que constituyen formas 'incorrectas'). En consecuencia, los términos para referirse a los diversos tipos de relaciones pueden ser vagos y, en ocasiones, intercambiables, aunque existen algunas distinciones que vale la pena definir. Por ejemplo, es posible que parejas swinger eviten intencionalmente conexiones emocionales y sociales con aquellos—aparte de su pareja principal—con quienes tienen relaciones sexuales, de forma que aunque son no monógamos pueden o no ser poliamorosos.
Algunos términos útiles son los de «Metamour» (metamor) o «Meta», el término común en inglés para referirse a una persona con la que se comparte una pareja, Estructura en V, una persona está igualmente involucrada con dos parejas, y Triadas/Cuatriadas. Esta última se refiere al caso en que tres o cuatro participantes conforman la relación primaria.

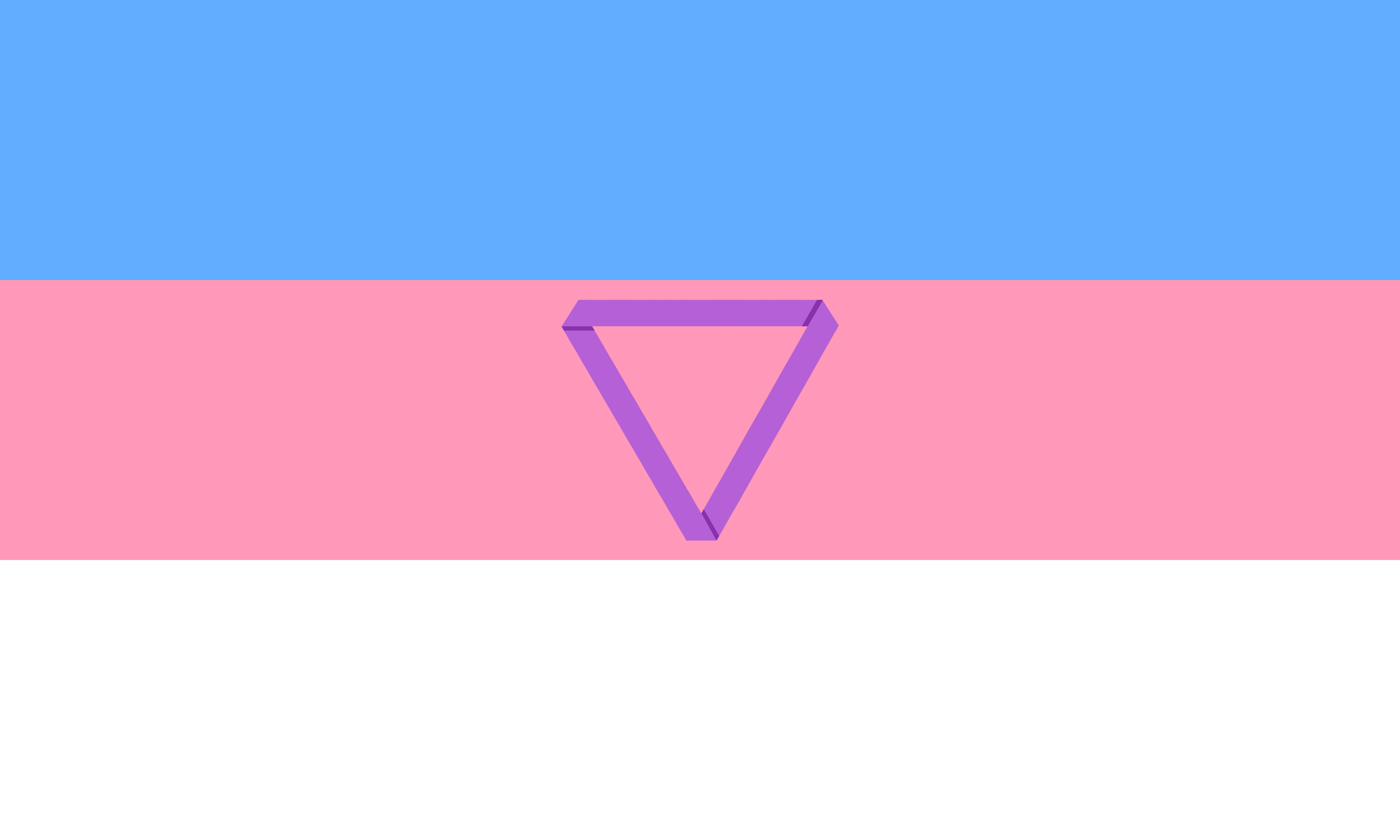
Una alternativa a la bandera poliamorosa azul, roja, negra y amarilla

Las formas de no monogamia son variadas. Incluyen las relaciones casuales, a veces llamadas «de amigos con beneficios», que se refiere una relación principalmente física entre dos personas con bajas expectativas de compromiso o trabajo emocional, y a las relaciones abiertas (incluyendo los matrimonios abiertos), que se refieren a que uno o ambos miembros de una pareja comprometida (o casada) tienen la libertad expresa de involucrarse sexualmente con otras personas. Otras formas incluyen actividades sexuales en las que participen más de dos participantes a la vez, refiriéndose al sexo grupal, las orgías, y los tríos, un arreglo primordialmente sexual en el que participan tres personas. Existe también la anarquía relacional en la que los participantes no están sujetos a reglas establecidas en las relaciones distintas a las acordadas explícitamente por las personas involucradas, y el swinging o intercambio de parejas, que se refiere a una actividad social organizada en la que a menudo se involucra alguna forma de sexo grupal, o en ocasiones simplemente al intercambio de parejas con otros swingers. También existen conceptos como el de polifidelidad, en el cual los participantes tienen múltiples parejas pero restringen la actividad sexual a un grupo determinado, y una situación en la que hay una relación romántica principal y todas las demás relaciones se ponen en segundo lugar, conocida como polifidelidad primaria/secundaria. Una de las formas más conocidas es la poligamia, en la que una persona está casada con múltiples parejas. La poligamia tiene dos subformas principales: la poliandria, en la que una mujer tiene múltiples esposos, matrimonio grupal o conjunto, y la poliginia, que se refiere a que un hombre tiene múltiples esposas. Esta última práctica está más extendida en África que en cualquier otro continente, en particular en África occidental y en América del Norte, es practicada por algunas sectas mormonas, como la Iglesia fundamentalista de Jesucristo de los Santos de los Últimos Días (Iglesia FSUL).
Si bien a veces se confunde con la poligamia, existe el poliamor, que se refiere a cuando los participantes tienen múltiples parejas románticas. El poliamor e presenta en varias formas, tales como el poliamor jerárquico, en el que existe una relación romántica principal y todas las demás relaciones son secundarias a esta, el poliamor de mesa de cocina, que se refiere a la expectativa de que las personas se conozcan y se sientan cómodas en la compañía de los demás, y el poliamor paralelo, que se refiere a relaciones entre personas que se mantienen separadas, siendo todos conscientes de los demás, pero sin la expectativa de que sean amigos unos con otros. También existe el matrimonio grupal, en el que varias personas forman una sola unidad familiar y cada persona se considera casada con todos los demás miembros. Las familias en línea son una forma de matrimonio grupal destinado a sobrevivir a sus miembros originales mediante la adición continua de nuevos cónyuges, y las familias poli, que son similares al matrimonio grupal, pero con la posibilidad de que algunos miembros no se consideren casados con todos los demás miembros.

## Condiciones preexistentes favorables antes de la no monogamia

El símbolo más utilizado es el del corazón y el infinito. Se ha modificado para reflejar las personalidades y los gustos de quienes han adoptado el símbolo como propio. Actualmente se utilizan varias versiones del corazón-infinito para indicar la no monogamia.

Michael Shernoff cita dos estudios en su reporte sobre parejas del mismo sexo que consideran la no monogamia. Morin (1999) afirmó que las parejas tienen muchas posibilidades de ajustarse a la no exclusividad si existen al menos algunas condiciones, tales como que ambos deseen que su relación siga siendo la principal, o que la pareja tenga una reserva establecida de buena voluntad y niveles mínimos de resentimientos persistentes por heridas e infidelidades pasadas. Otras condiciones incluyen que los miembros de la pareja estén de acuerdo sobre la cuestión de la monogamia/no monogamia y que se sientan igualmente poderosos y autónomos. Además, según Green y Mitchell (2002), la discusión directa de ciertos asuntos puede servir como base para conversaciones honestas e importantes, tales como el asunto de ser abiertos versus en secreto o el de la voluntad e igualdad versus la coerción y desigualdad. Otros asuntos incluyen la claridad y la especificidad de los acuerdos versus la confusión/vaguedad, honrar el que se mantengan los acuerdos versus violarlos y cómo cada miembro de la pareja ve la no monogamia. Para Shernoff, cuando el asunto es discutido con un tercero o tercera, por ejemplo, un terapeuta, la tarea del terapeuta es «motivar a las parejas a tener conversaciones que les permitan decidir por sí mismos si la exclusividad o no exclusividad sexual es funcional o disfuncional para la relación».

## Salud pública y moralidad

La bandera del orgullo poli es, posiblemente, el primer símbolo creado para la comunidad poli y fue creada por Jim Evans.

Los conceptos de monogamia y matrimonio han estado fuertemente entrelazados a lo largo de los siglos, y en los diccionarios uno se usa a menudo para definir al otro. Por ejemplo, «monógamo, ma» es definido como estar «casado o emparejado con una sola persona». Un antónimo común es el de poligamia, que significa tener más de un cónyuge a la vez. Como resultado, la monogamia está profundamente arraigada en muchas religiones y en las normas y leyes sociales, y las excepciones a ella son condenadas como incursiones tanto en la moralidad como en la salud pública.
Para algunas personas, el término no monogamia implica semánticamente que la monogamia es la norma, y en consecuencia que otras formas de intimidad relacional son desviadas y, por lo tanto, poco sanas o inmorales. A menudo se asume que las personas que participan en relaciones sexuales no monógamas tienen una tasa más alta de infecciones de transmisión sexual (o ITS). Con todo, a pesar de reportar un mayor número de parejas sexuales, la investigación sugiere que el riesgo de transmitir ITS no es mayor que entre la población monógama. Esto se debe a que es más probable que la comunidad no monógama se someta a pruebas con regularidad y sea más abierta sobre sus resultados. A la vez, el estigma de recibir un resultado positivo se reduce, lo que da como resultado mejores opciones de tratamiento y menos personas que transmitan la enfermedad sin darse cuenta por no haber sido informados de ello por la persona que las infectó.